# Villa del Gombo
Villa del Gombo è situata a Pisa, nella tenuta di San Rossore.
Sorta come residenza del Presidente della Repubblica Italiana, su un precedente edificio utilizzato dai sovrani di Casa Savoia, oggi è gestita dalla Regione Toscana e ospita convegni ed eventi culturali all'interno del Parco naturale di Migliarino, San Rossore, Massaciuccoli.

## Storia

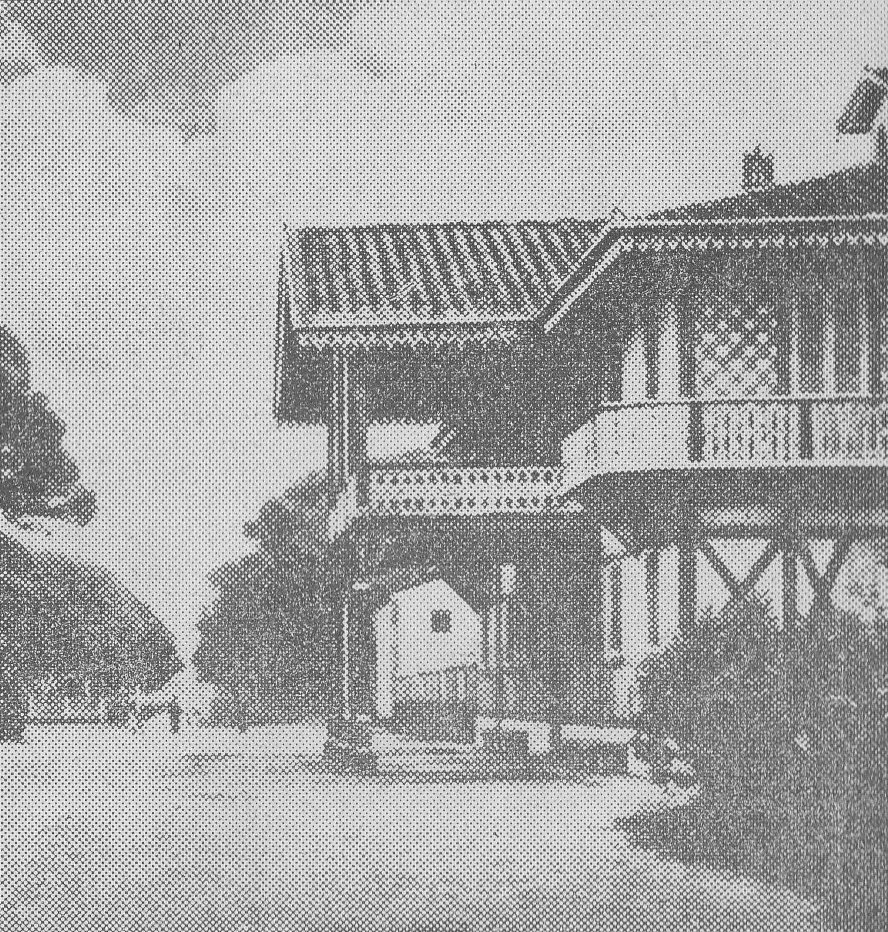
Il vecchio chalet del Gombo

Verso la fine degli anni cinquanta del Novecento la tenuta di San Rossore fu annessa ai beni del Capo dello Stato; nell'occasione, il presidente Giovanni Gronchi decretò la realizzazione di una villa presidenziale all'interno del parco.
La villa, che avrebbe dovuto rappresentare un simbolo di rinascita per il territorio dopo le devastazioni della seconda guerra mondiale, sostituiva un preesistente casino di caccia, ridotto ormai alla fatiscente condizione di rudere. Il villino antico era stato acquistato nel 1866 dalla Casa reale di Savoia, e vi avevano soggiornato spesso Vittorio Emanuele II e Vittorio Emanuele III.
Il nuovo edificio fu progettato dagli architetti romani Amedeo Luccichenti e Vincenzo Monaco: l'area prescelta, nella tenuta del Gombo, fu interessata da un più ampio progetto di risanamento ambientale e paesaggistico, che portò all'impianto di 350.000 piante e alla realizzazione di un prato artificiale di circa 2 ettari.
Negli anni sessanta furono realizzate, lungo il tratto costiero adiacente, cinque scogliere parallele alla costa per difendere il tratto di spiaggia su cui si affaccia la villa. Queste determinarono una leggera espansione della spiaggia ma incentivarono l'erosione dei tratti posti sottoflutto ovvero quelli limitrofi il tratto protetto. Quando alla metà degli anni ottanta le 4 scogliere meridionali furono potenziate, l'accumulo a tergo fu fortissimo con la formazione di 4 tomboli, ma si aggravò notevolmente lo stato delle spiagge poste sottoflutto.

## Descrizione

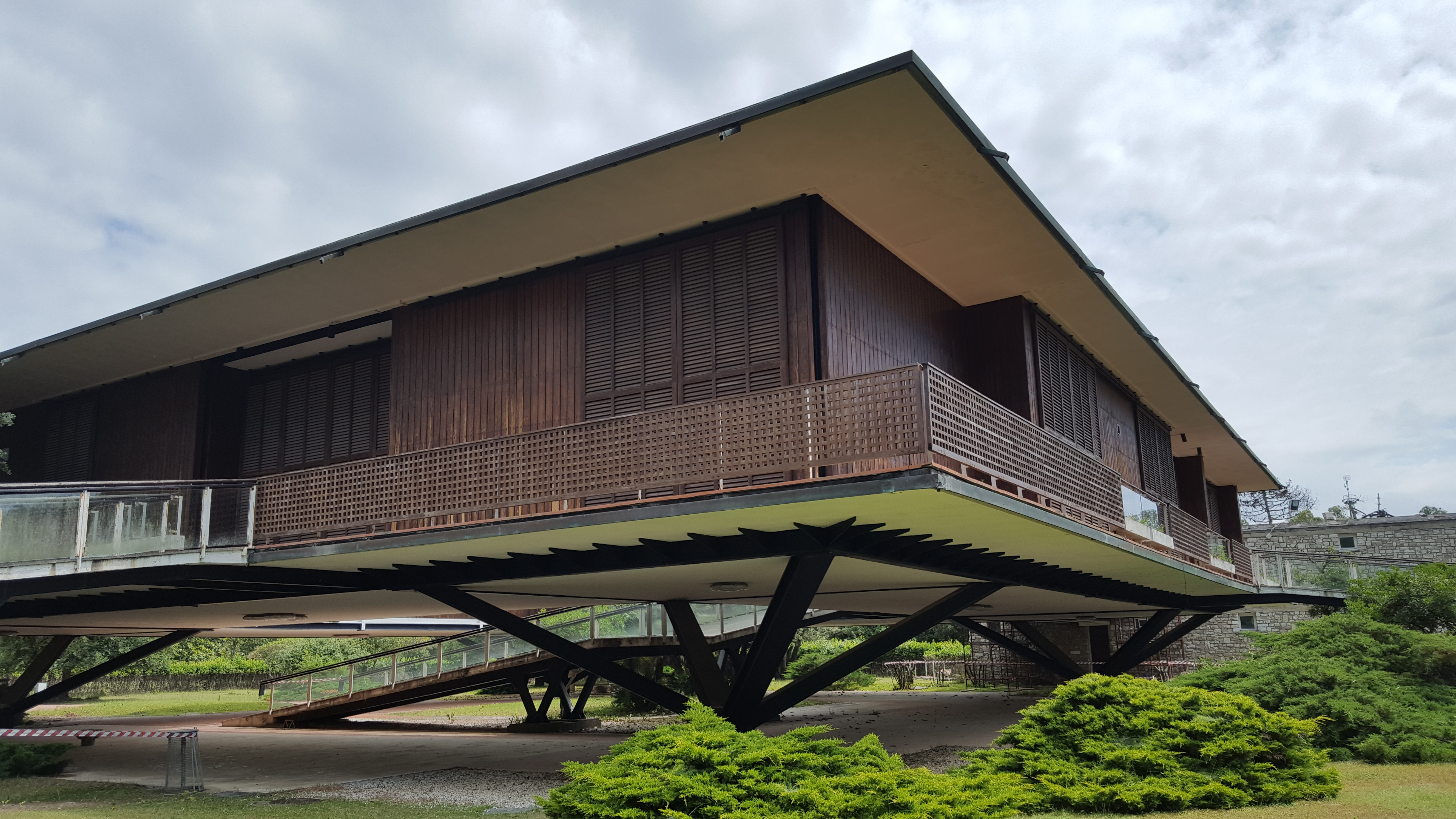
Angolo sud est della villa dove è visibile la struttura di sopraelevazione

La villa, che si estende su circa 640 m², è sollevata da terra mediante quattro supporti d'acciaio: la compatta volumetria è alleggerita da ampie superfici vetrate che delimitano, al centro della pianta, una cortile di forma quadrata.
Negli ambienti esposti a nord e a est sono situate le camere e gli ambienti privati, mentre a sud e a ovest, raggiungibili mediante un'ampia rampa, si trovano gli ambienti di rappresentanza.
Particolarmente curata risulta l'impiantistica, anticipatrice di certi principi della bioarchitettura (come ad esempio la regolazione termica basata sull'esposizione solare).